# Saguinus fuscicollis
Il tamarino dal dorso bruno (Saguinus fuscicollis Spix, 1823) è un primate platirrino della famiglia Callitricidi.

## Distribuzione
Con una varietà di sottospecie (vedi sottospecie di tamarino dal dorso bruno), la specie è diffusa in Colombia, Ecuador, Brasile occidentale, Perù e Bolivia settentrionale. Si ha notizia di alcune osservazioni di questi animali, peraltro non confermate, fatte a Panama: se così fosse, la specie sarebbe assieme al tamarino di Geoffroy una delle due sole specie di callitricidi diffuse anche in America Centrale.

Preferisce le aree di foresta pluviale secondaria ai limiti con la foresta primaria.

## Descrizione

### Dimensioni
Misura circa 50 cm, di cui più di metà spettano alla coda, per un peso di circa 350 g.

### Aspetto
Il mantello è di colore bruno-ruggine con un cappuccio nero sulla testa, che possiede inoltre pelame bianco attorno alla bocca.

La lunga coda non è tuttavia prensile, mentre le mani presentano unghie appuntite a guisa di artiglio, fatta eccezione per il pollice (non opponibile), che presenta un'unghia larga ed appiattita.

### Sottospecie
Considerando l'areale piuttosto esteso della specie (in relazione all'areale medio occupato da una specie di uistitì o tamarino), la specie si è diversificata in una serie di sottospecie, alcune delle quali proposte come specie a sé stanti:
- Saguinus fuscicollis avilapiresi
- Saguinus fuscicollis cruzlimai
- Saguinus fuscicollis fuscus
- Saguinus fuscicollis fuscicollis
- Saguinus fuscicollis illigeri
- Saguinus fuscicollis lagonotus
- Saguinus fuscicollis leucogenys
- Saguinus fuscicollis nigrifrons
- Saguinus fuscicollis primitivus
- Saguinus fuscicollis weddelli

## Biologia
Si tratta di animali diurni ed arboricoli: vivono in gruppi comprendenti dai tre ai dieci individui (cuccioli inclusi), guidati da una femmina dominante, che delimitano un territorio di dimensioni comprese fra i 25 ed i 100 ettari, nell'ambito del quale percorrono quotidianamente circa due chilometri.

### Alimentazione
I tamarini dal dorso bruno sono animali onnivori: più del 90% della loro dieta si basa su frutta e insetti, in particolare mangiano frutta matura e prediligono gli insetti di dimensioni superiori ai due centimetri di lunghezza. Possono nutrirsi inoltre di nettare e di essudati vegetali, come linfa e resina: per fare ciò, non possedendo le specializzazioni dentarie tipiche degli uistitì, sono soliti utilizzare le incisioni fatte in precedenza da questi ultimi per attingere al nutrimento, prezioso in quanto ricco di calcio, piuttosto scarso nella dieta di questi animali.

### Riproduzione
La femmina dominante è l'unica del gruppo a potersi riprodurre, in quanto inibisce l'ovulazione delle femmine ad essa subordinate tramite l'emissione di feromoni.

Fino a poco tempo fa si credeva che i tamarini avessero abitudini monogame, in quanto in cattività tendono ad unirsi in coppie: recenti osservazioni sul campo, effettuate proprio su S. fuscicollis, hanno invece dimostrato che solo raramente la monogamia è praticata in natura, mentre si preferisce adottare una strategia di poliandria. I cuccioli, infatti, che nascono in numero di due dopo circa cinque mesi di gestazione, sono assai grandi e pesanti (40 grammi cadauno alla nascita) e richiedono grandi quantità di latte molto energetico: la femmina, già provata per il parto, non riuscirebbe a trasportare e nutrire a sufficienza i cuccioli, e così si accoppia con vari maschi, sfruttando la loro tendenza alla cura della prole per scaricare su di loro l'onere del trasporto dei cuccioli mentre lei può nutrirsi a sufficienza per sé e per produrre il latte. I maschi, infatti, accoppiandosi con la femmina, saranno tutti convinti di essere i veri padri dei cuccioli e pertanto cureranno la prole come se fosse loro, lasciandola alla femmina solo per la poppata, ossia ogni due o tre ore per un periodo di circa mezz'ora.

I cuccioli vengono svezzati dopo i tre mesi d'età e diventano maturi sessualmente attorno ai due anni di vita.

La femmina può portare a termine con successo due cucciolate l'anno, ma solitamente si riproduce una sola volta l'anno.